# Maurice Martin
Maurice Martin (Liberty, 2 luglio 1964) è un ex cestista statunitense, professionista nella NBA.

## Carriera
È stato selezionato dai Denver Nuggets al primo giro del Draft NBA 1986 (16ª scelta assoluta).
Con gli Stati Uniti ha disputato le Universiadi di Kōbe 1985.

## Statistiche

### College
| Anno      | Squadra            | PG  | PT  | MP   | TC%  | 3P%  | TL%  | RP  | AP  | PRP | SP  | PP   |
| --------- | ------------------ | --- | --- | ---- | ---- | ---- | ---- | --- | --- | --- | --- | ---- |
| 1982-1983 | St. Joseph's Hawks | 28  | 28  | 33,4 | 51,7 | -    | 71,9 | 4,8 | 4,3 | 2,6 | 0,8 | 10,4 |
| 1983-1984 | St. Joseph's Hawks | 28  | 26  | 33,1 | 57,8 | -    | 70,7 | 5,0 | 3,6 | 2,4 | 0,8 | 15,6 |
| 1984-1985 | St. Joseph's Hawks | 28  | 27  | 32,8 | 49,0 | 40,4 | 75,4 | 6,2 | 3,5 | 1,9 | 0,8 | 16,5 |
| 1985-1986 | St. Joseph's Hawks | 30  | 28  | 33,2 | 48,8 | -    | 75,0 | 5,8 | 3,2 | 1,8 | 0,4 | 17,8 |
| Carriera  | Carriera           | 114 | 109 | 33,1 | 51,6 | 40,4 | 73,7 | 5,5 | 3,6 | 2,2 | 0,7 | 15,1 |

### NBA

#### Regular Season
| Anno      | Squadra        | PG | PT | MP  | TC%  | 3P%  | TL%  | RP  | AP  | PRP | SP  | PP  |
| --------- | -------------- | -- | -- | --- | ---- | ---- | ---- | --- | --- | --- | --- | --- |
| 1986-1987 | Denver Nuggets | 43 | 0  | 6,7 | 37,8 | 20,0 | 63,6 | 1,0 | 0,8 | 0,3 | 0,1 | 3,4 |
| 1987-1988 | Denver Nuggets | 26 | 0  | 5,2 | 37,7 | 25,0 | 47,6 | 0,9 | 0,5 | 0,2 | 0,1 | 2,2 |
| Carriera  | Carriera       | 69 | 0  | 6,1 | 37,8 | 21,1 | 59,8 | 0,9 | 0,7 | 0,3 | 0,1 | 3,0 |

#### Playoffs
| Anno     | Squadra        | PG | PT | MP   | TC%  | 3P% | TL%  | RP  | AP  | PRP | SP  | PP   |
| -------- | -------------- | -- | -- | ---- | ---- | --- | ---- | --- | --- | --- | --- | ---- |
| 1987     | Denver Nuggets | 3  | 0  | 18,0 | 41,4 | 0,0 | 58,3 | 3,0 | 3,3 | 0,0 | 0,3 | 10,3 |
| 1988     | Denver Nuggets | 3  | 0  | 3,0  | 20,0 | 0,0 | 83,3 | 0,3 | 0,0 | 0,0 | 0,3 | 2,3  |
| Carriera | Carriera       | 6  | 0  | 10,5 | 38,2 | 0,0 | 66,7 | 1,7 | 1,7 | 0,0 | 0,3 | 6,3  |